# Beyssac
Beyssac település Franciaországban, Corrèze megyében. Lakosainak száma 487 fő (2022. január 1.). Beyssac Arnac-Pompadour, Lubersac, Orgnac-sur-Vézère, Saint-Sornin-Lavolps, Troche és Vignols községekkel határos.

## Népesség
A település népességének változása:
| Lakosok száma | 843  | 827  | 811  | 790  | 650  | 626  | 615  | 598  | 592  | 487  |
|               | 1968 | 1982 | 1990 | 2006 | 2013 | 2015 | 2017 | 2019 | 2020 | 2022 |